# Джавадов, Арастун Нуреддин оглы
Арастун Нуреддин оглы Джавадов (азерб. Ərəstun Nurəddin oğlu Cavadov; 20 октября 1948, с. Арабмехдибек, Ахсуйский район, Азербайджанская ССР — 29 марта 2023) — государственный и политический деятель. Депутат Милли меджлиса Азербайджанской Республики III и IV созывов.

## Биография
Родился 20 октября 1948 года в селе Арабмехдибек Ахсуйского района, ныне Республика Азербайджан. После окончания школы поступил и успешно прошёл обучение на факультете товароведения Московского кооперативного института. Владел русским языком.
С 1967 года работал электриком в Министерстве охраны общественного порядка Азербайджана, затем трудился товароведом на базе «Azərgeyimticarət». С 1972 года работал в Центральном универмаге на должностях старшего кладовщика, заместителя начальника отдела, начальника отдела. С 1992 года утверждён и работал в должности генерального директора Центрального универмага. С 1998 по 2005 год был председателем правления открытого акционерного общества «Центральный универмаг».
Член Партии «Новый Азербайджан». Избирался депутатом Национального собрания III созыва. Был членом Постоянной комиссии Милли Меджлиса по аграрной политике. Являлся членом рабочих групп по межпарламентским связям Азербайджан — Беларусь, Азербайджан — Бельгия, Азербайджан — Бразилия, Азербайджан — Иран, Азербайджан — Люксембург, Азербайджан — Молдова, Азербайджан — Сербия. Был членом азербайджанской делегации в Межпарламентской ассамблее СНГ.
Подтвердил свои депутатские полномочия на выборах в Национальное собрание IV созыва в 2010 году. Являлся членом комитета Милли Меджлиса по аграрной политике. Являлся руководителем рабочей группы по межпарламентским связям Азербайджан — Иордания, членом рабочих групп по связям с парламентами Китая, Латвии, Литвы, Молдовы, Турции. Был членом азербайджанской делегации в Межпарламентской ассамблее СНГ.
Был женат, имел одного ребёнка.
Скончался 29 марта 2023 года после продолжительной болезни.

## Награды
- Медаль «За укрепление парламентского сотрудничества» (16 апреля 2015 года, Межпарламентская ассамблея СНГ) — за особый вклад в развитие парламентаризма, укрепление демократии, обеспечение прав и свобод граждан в государствах — участниках Содружества Независимых Государств[4].